# Édouard Branly
Édouard Eugène Désiré Branly (Amiens, 23 d'octubre de 1844 – París, 24 de març de 1940) va ser un físic, inventor i metge francès. Se'l coneix sobretot arran de les seves descobertes dels principis de radioconducció i de telemàtica. Va ser un dels precursors de la ràdio.

## Biografia
Édouard Branly nasqué a Amiens el 1844, fill gran d'Édouard Joseph Branly, mestre d'estudis, i d'Elisa Gillion. Després del nomenament de son pare com a professor al col·legi des Bons-Enfants, la família es va establir a Saint-Quentin (Picardia).
Branly va ser un alumne brillant i anà al liceu Henri Martin de la mateixa ciutat a partir del 1852. El 1860, quan només tenia 16 anys, obtingué un batxillerat de lletres, tot i que desitjava estudiar ciència. Aleshores continuà estudiant per a aconseguir el batxillerat de ciència, que obtingué l'any següent. El 1862 va integrar el liceu Henri-IV on seguí les classes de matemàtiques especials. Dos anys després es va presentar al concurs de l'Escola politècnica però va fracassar a les proves orals. El 1865, fou admès a l'Escola Normal Superior, en secció científica.

## Carrera
El 1873 quan acabà el seu doctorat de ciència presentà la seva tesi que estudiava els fenòmens electroestàtics a l'interior de les piles.
Els experiments de Temistocle Calzecchi-Onesti amb tubs de llimació metàl·lica, tal com es va informar a "Il Nuovo Cimento" el 1884, van portar al desenvolupament del primer detector d'ones de ràdio, nomenat coherer, per Branly alguns anys més tard. Va ser el primer detector àmpliament utilitzat per a la comunicació per ràdio. Aquesta consistia en llimadures de ferro contingudes en un tub aïllant amb dos elèctrodes que conduiran un corrent elèctric sota l'acció d'un senyal elèctric aplicat. El funcionament del coherer es basa en la gran resistència de contacte elèctric que ofereix al pas del corrent elèctric les llimadures metàl·liques soltes, que disminueix quan s'aplica corrent continu o corrent altern entre els terminals del coherer a una tensió predeterminada. El mecanisme es basa en les fines capes d'òxid que cobreixen totes les llimadures, que és altament resistiva. Les capes d'òxid es descomponen quan s'aplica una tensió de la magnitud correcta, fent que el coherer "s'enganxi" al seu estat de baixa resistència fins que s'elimina el voltatge i el coherer és aprofitat físicament.
El coherer es va convertir en la base per a la recepció de ràdio, i va romandre en un ús generalitzat durant uns deu anys, fins al voltant de 1907. El pioner britànic de la ràdio Oliver Lodge va convertir el coherer en un receptor pràctic afegint un "decoherer" que tocava el coherer, després de cada recepció, per desallotjar les llimadures agrupades, restaurant així la sensibilitat del dispositiu. Va ser desenvolupat per Guglielmo Marconi, després substituït cap al 1907 per detectors de galena.
El 1890, Branly va demostrar el que més tard va anomenar "radioconductor", que Lodge el 1893 va anomenar el coherer, dom el primer dispositiu sensible per detectar ones de ràdio. Poc després dels experiments de Heinrich Hertz, el doctor Branly va descobrir que les llimadures metàl·liques soltes, que en estat normal tenen una alta resistència elèctrica, perden aquesta resistència en presència d'oscil·lacions elèctriques i esdevenen pràcticament conductores de l'electricitat. Això Branly ho va demostrar col·locant llimadures metàl·liques en una caixa o tub de vidre i fent-les part d'un circuit elèctric ordinari. Segons l'explicació habitual, quan s'instal·len ones elèctriques al voltant d'aquest circuit, s'hi generen forces electromotrius que semblen apropar més les llimades, és a dir, coherir-se, i així disminueix la seva resistència elèctrica. A partir d'aquí perquè Oliver Lodge va anomenar aquest aparell coherer. Per tant, l'instrument receptor, que pot ser un relé de telègraf, que normalment no indica cap senyal de corrent de la bateria petita, es pot fer funcionar quan s'estableixen oscil·lacions elèctriques. El professor Branly va trobar, a més, que quan les llimadures s'havien coherit una vegada, conservaven la seva baixa resistència fins que es separaven, per exemple, tocant el tub.